# هوپلا (سرویس رسانه دیجیتال)
هوپلا (انگلیسی: Hoopla) یک پلتفرم وب و موبایل است که محتوای دیجیتال (کتاب صوتی، کتاب الکترونیکی، فیلم، الخ) تأمین می‌کند.